# Passerelle Marguerite
Die Passerelle Marguerite überbrückt den Fluss La Foa bei dem gleichnamigen Ort in der Südprovinz von Neukaledonien.
Die 1909 erstellte frühe Schrägseilbrücke war der Ersatz für eine baufällige Holzbrücke, die 1893 von Sträflingen gebaut wurde, und führte eine der ersten Straßen Neukaledoniens über die Foa, die sie mit einer Spannweite von rund 50 m ohne Pfeiler überquert.
Sie ist benannt nach Marguerite Richard, der Frau des damaligen Gouverneurs von Neukaledonien.
Sie ist eine der ersten Brücken, die nach einem Patent von Albert Gisclard gebaut wurden. Diese Vorläufer der späteren Schrägseilbrücken hatten Seile, die bis in die gegenüberliegende Brückenhälfte reichten und sich mehrfach mit anderen Seilen kreuzten. Sie waren dadurch steifer und weniger windempfindlich als die in Frankreich bis dahin üblichen Hängebrücken.
Die Passerelle Marguerite wurde aufgrund einer Lizenz von Ferdinand Arnodin entworfen, wobei sein Schwiegersohn und Mitarbeiter Gaston Leinekugel Le Cocq ihn unterstützte. Die Seile und die stählernen Einzelteile wurden in seiner Fabrik in Châteauneuf-sur-Loire hergestellt, nach Nouméa verschifft und von dort nach La Foa transportiert. Die Holzbalken des Fahrbahnträgers wurden vor Ort hergestellt. Der Bau der Widerlager und die Montage der Brücke wurde von Sträflingen unter der Leitung des Ingenieurs Surleau ausgeführt.
Der Verkehr war nach dreißig Jahren so gewachsen, dass die Route Territoriale RN1 nebenan über einen größeren Neubau geführt wurde. Die Passerelle Marguerite wurde 1984 zum Monument historique erklärt und 1998 restauriert.